# Hélène Charbonneau
Pour les articles homonymes, voir Charbonneau.
Hélène Charbonneau, née le 29 septembre 1929 à Montréal et morte le 7 novembre 2021 dans la même ville, est une bibliothécaire québécoise (Montréal), spécialiste en littérature pour la jeunesse. Elle occupe de nombreuses fonctions aux Bibliothèques de Montréal. Elle est récipiendaire de plusieurs prix, dont celui du Mérite annuel de la Corporation des bibliothécaires professionnels du Québec et le prix Fleury-Mesplet du Salon du livre de Montréal.

## Biographie
Elle découvre le monde des bibliothèques par le biais de son père qui met en place une bibliothèque paroissiale située dans l'arrondissement Ahuntsic-Bordeaux-Cartierville (Montréal) tel que désigné aujourd'hui. À l'âge de 10 ans, elle travaille deux soirs par semaine dans cet établissement. 
Hélène Charbonneau, fille de Léonel Charbonneau et de Jeanne Durand, est née le 29 septembre 1929 et décédée le 7 novembre 2021.  
Elle a grandi dans l’ancienne ville de Bordeaux (maintenant partie prenante de l’arrondissement Ahuntsic-Cartierville).  Issue d’une famille impliquée dans la culture et la littérature, elle a baigné, dès son plus jeune âge, dans l’univers des bibliothèques et de la littérature. Son grand-père était un ami proche de Marie-Claire Daveluy, première écrivaine québécoise pour la jeunesse, et son père a fondé (à la fin des années 1930) une bibliothèque paroissiale pour pallier le manque d’accès aux livres dans la région. À cette époque, les bibliothèques paroissiales étaient l’une des seules options permettant d’accès à la lecture au Québec - démontrant l’importance de l’analphabétisme, la sous-scolarisation et l’inculture de cette période. 
Dès l’âge de 10 ans, Hélène Charbonneau y a travaillé, à raison de, 2 soirs par semaine. 
Son expérience dans cet établissement illustre une réalité du contexte des années 30 où les femmes ont grandement contribué au déploiement de la lecture publique au Québec par leur implication en tant que bénévole ou usagère.

## Carrière
Dans les années 40, alors qu’Hélène Charbonneau continuait ses études en prenant des cours de littérature, elle a dû interrompre ces dernières pour subvenir aux besoins de sa famille quand son père tomba malade et décéda. C’est durant les funérailles de ce dernier qu’elle apprit, par l’entremise de l’épouse du directeur général de la Ville de Montréal, Pierre Desmarais, que plusieurs bibliothèques allaient ouvrir à Montréal et que différents postes seraient à combler. Ainsi, les bibliothèques telles que la bibliothèque Shamrock, Workman, etc. ont vu le jour.  
Et c’est dans la bibliothèque Shamrock (près du marché Jean-Talon, et qui deviendrait, plus tard, la bibliothèque Le Prévost) qu'elle commença officiellement sa carrière dans le réseau des bibliothèques publiques de la Ville de Montréal. C’est dans cette succursale qu’on pouvait commencer à voir émerger certaines caractéristiques qui vont définir son engagement professionnel, soit, un intérêt marqué pour les services aux jeunes et pour la bibliothèque comme étant un lieu vivant. 
À cette époque, les bibliothèques se spécialisaient selon leur public-cible (adulte ou jeune). Ainsi, il y avait des bibliothèques exclusivement destinées aux adultes et des bibliothèques exclusivement destinées aux jeunes. Sous les ordres de Jeanne Saint-Pierre, Hélène Charbonneau y a développé, organisé et coordonné la section des enfants de la bibliothèque Shamrock. Elle devient, ainsi, la première bibliothécaire d’un secteur pour enfants à la Ville de Montréal. Elle y adopte une approche «américaine» qui préconise l’importance de lier le livre physique à des activités et des animations dans le but de promouvoir la lecture et de le lier au plaisir de lire. Et tout cela, dans un environnement ludique différent de ceux présentés dans les écoles ou d'autres formes d’obligation. En effet, elle était convaincue que c’est dans le plaisir que la lecture devrait se développer. 
En combinant son travail à la bibliothèque Shamrock, Hélène entreprit des études à l’École des bibliothécaires (actuellement l’École de bibliothéconomie et des sciences de l’information). Elle obtint son diplôme à l’âge de 23 ans, et est embauchée à la bibliothèque d'Ahuntsic en 1953. Elle y travailla pendant près de 20 ans, soit jusqu'en 1972. D’abord à titre de bibliothécaire, puis en tant que responsable de la bibliothèque où elle a pu explorer et développer des pratiques créatives et avant-gardistes qui mettent en avant l’animation et les offres de services. 
De 1972 à 1979, elle est nommée cheffe des bibliothèques pour enfants à la Ville de Montréal. Elle occupa un poste strictement administratif et s’éloigna du public. Cependant, de ses expériences sur le terrain, elle en avait gardé une expertise non négligeable qui influença ses nouvelles tâches; soit, le choix des livres, la coordination des activités, le support aux autres bibliothécaires jeunesse, l’encadrement de tous les services, etc. Quand la Ville de Montréal décida de restructurer et de fusionner toutes les bibliothèques adultes et jeunesses, son travail pris plus d’envergure et elle devint «coordinatrice» des services aux enfants et soutint les cadres des bibliothèques dans leur fonction pour l’ensemble du réseau (tout public confondu), et cela, jusqu’en 1992 où elle prit sa retraite. 
C’est dans ces conditions qu’elle eut l’occasion de mettre en place des projets d’envergure tels que les campagnes de sensibilisation à la lecture avec le ministère des Affaires culturelles, l’implantation d’halte-lecture, des heures du conte, le programme Livres dans la rue, Jeu de la bibliothèque (en partenariat avec l’ASTED), qui ont tous pour objectif commun d’étendre, d’élargir, … d’aller sur la place public pour faire connaître le livre québécois et la bibliothèque en tant qu’espace ludique.
Pour Hélène Charbonneau, l’une des grandes préoccupations de la bibliothèque est de rejoindre un public qui est peu attiré par la lecture. Affirmant que l’on devient bon lecteur non par obligation mais par plaisir, elle promeut des activités d’animation, telles que l’Heure du conte, permettant à l’enfant d’associer le livre à différentes activités quotidiennes plutôt qu’à l’école. Elle encourage également la pratique d’un grand nombre d’activités sur place telles que le bricolage, le visionnement de films, les ateliers ou les jeux de société afin d’attirer l’enfant à la bibliothèque et de l’emmener progressivement à s’intéresser à la lecture. La bibliothèque doit ainsi déboucher sur une éducation à la lecture mais aussi à la création de nouvelles envies de lire. 

### Le programme Livres dans la Rue
En 1982, Hélène Charbonneau développe le programme Livres dans la rue. 
Il s’agit d’une initiative destinée aux enfants de 4 à 12 ans et qui est orientée sur une approche libre, informelle et ludique de la lecture. Le programme Livres dans la Rue consiste à aller à la rencontre des enfants des quartiers défavorisés ou ceux provenant de milieux dont l’accès à une bibliothèque publique serait moins accessible. Pour ce faire, des duos d’animateur.trice.s se rendent dans différents parcs et quartiers de la Ville de Montréal, plus particulièrement des milieux défavorisés, en transportant avec eux des sacs-à-dos remplis de livres. 
Ils y rencontrent des jeunes de différentes catégories d’âge afin de leur présenter les livres et de faire différentes activités reliées à la lecture en leur compagnie.  
Ils rejoignent également des quartiers multiethniques afin d’y donner accès à des livres en français dans un cadre ludique et chaleureux. 
Programme uniquement estival à l’origine, Livres dans la rue connaît un grand succès et se poursuit tout au long de l’année. Il est suspendu en 2018 avant de reprendre à nouveau ses activités. 
Depuis sa création, on estime que ce programme a rejoint plus de 325 000 enfants.

### L'association Les Amis de la Bibliothèque de Montréal
En 1993, après avoir constaté un grand nombre de livres élagués laissés de côté dans les entrepôts après des tentatives de vente par les bibliothèques et afin de pouvoir décharger les équipes des bibliothèques de la gestion de cette masse de documents, Hélène Charbonneau fonde Les Amis de la Bibliothèque de Montréal.  
Il s’agit une association à but non lucratif destinée à promouvoir les livres, la lecture ainsi que les bibliothèques laissés de côté par les pouvoirs publics. À chaque année, l'association tient un solde de livres annuel. Les fonds récoltés servent à financer les activités d’animation des bibliothèques participantes au projet. Cela permettrait notamment de financer le programme «Livres dans la rue» (jusqu’en 2013). Les livres invendus sont, ensuite, remis à des organismes communautaires ou sans but lucratif - bouclant, ainsi, cette forme d’économie circulaire.
Hélène Charbonneau était la présidente honoraire de l'association qu’elle a fondée.

### Autres réalisations
En 1971, Hélène Charbonneau fonde l’organisme Communication-jeunesse avec Paule Daveluy, Cécile Gagnon, Suzanne Martel et Suzanne Rocher. 
L’objectif principal de cet organisme est de promouvoir la littérature québécoise et franco-canadienne auprès des jeunes. L’organisme décerne le prix Hélène Charbonneau aux médiateurs de la littérature jeunesse québécoise et canadienne d’expression françaiseayant facilité l'introduction des jeunes à la lecture.
En août 1986, Hélène Charbonneau est reçue au Cercle des Bâtisseurs, regroupant des personnes ayant bâti un projet communautaire dans leur milieu, afin de rendre hommage aux efforts qu’elle a contribué pour rendre la lecture plus accessible aux jeunes.
En 1994, elle est la rédactrice en chef du collectif Pour que vive la lecture, un ouvrage abordant la création des habitudes de lecture chez les enfants et adolescents. 
Son apport à la littérature jeunesse est reconnu, notamment à travers des articles qu'elle produit et qui font le lien entre la recherche bibliographique de nature historique et les activités de recension à des fins pédagogiques. Ses publications incluent six répertoires bibliographiques parus dans Livres en langue française pour les jeunes, Montréal en 1985. 

## Publications
- Bibliothèque de la Ville de Montréal. Livres en langue française pour les jeunes. Montréal : Bibliothèque municipale de Montréal, 1985 ([Montréal] : Presses Elite).
- Charbonneau, H., Ledoux-Globensky, D. & Guilloton-Allard, N. (1975). La bande dessinée a-t-elle droit de cité à la bibliothèque? Documentation et bibliothèque. https://doi.org/10.7202/1055501ar
- Charbonneau, H. (1977). L’animation et les bibliothèques publiques pour jeunes. Documentation et bibliothèques, 23(4), 210–214. https://doi.org/10.7202/1055209ar
- Charbonneau, H. (1980). La bibliothèque idéale des jeunes Québécois : des livres bien à eux! Lurelu, https://id.erudit.org/iderudit/13019ac
- Charbonneau, H. (1982). Dans-et-léger, Jacqueline. L’enfant et les images de la littérature enfantine. Bruxelles, Pierre Mardaga, 1981, 254 p. (Psychologie et sciences humaines). Documentation et bibliothèques, 28(3), 130–131. https://doi.org/10.7202/1053736ar
- Charbonneau, H. (1985). Tremblay, Ginette et Santerre, Pierrette. Croc-en-livre : rencontre avec les livres. Pour une animation du livre avec les 4-10 ans. Rimouski, Université du Québec, 1985. 172 p. (didactique). Documentation Et Bibliothèques, 31(4), 168–169. https://doi.org/10.7202/1052734ar
- Charbonneau, H. (1994). Pour que vive la lecture. Littérature et bibliothèques pour la jeunesse. Montréal : ASTED.

## Prix et récompenses
- Honorée au Cercle des Bâtisseurs Molson en 1986[13] ;
- Prix Fleury-Mesplet du Salon du livre de Montréal, en 1987 ;
- Prix du Mérite annuel de la Corporation des bibliothécaires professionnels du Québec en 1993;
- Membre honoraire de l'ASTED depuis 1996[15] ;
- Médaille de l’Assemblée nationale du Québec pour l’ensemble de sa carrière, en 2013[16]